# Guangdong Southern Tigers
O Guangdong Southern Tigers é um clube profissional de basquetebol chinês sediado em Dongguan, Guangdong. A equipe disputa a divisão sul da Chinese Basketball Association .

## História
Foi fundado em 1993.

## Notáveis jogadores
- Li Chunjiang (SF, 1993–1999)
- Li Qun (PG, 1995–2007)
- Ding Wei (PF/C, 1997–1999)
- Du Feng (PF, 1997–2011)
- Jason Dixon (C, 1998–2001; 2002–2009)
- Zhu Fangyu (SF, 1999–present)
- William Cunningham (PF/C, 2001–2002)
- Wang Shipeng (SG, 2002–present)
- Yi Jianlian (PF, 2002–2007; 2011; 2012–present)
- Chen Jianghua (PG, 2005–present)
- Brett Rainbow (SG/SF, 2003–2004)
- Laron Profit (SG/SF, 2003–2004)
- Peter Cornell (C, 2004–2005)
- Lamond Murray (PF, 2007–2008)
- Smush Parker (PG, 2009–2010)
- David Harrison (C, 2009–2011)
- Fred Jones (PG, 2010–2011)
- Marcus Haislip (PF, 2011)
- Lester Hudson (SG, 2011)
- Aaron Brooks (PG, 2011–2012)
- James Singleton (PF, 2011–2012)
- Terrence Williams (SG/SF, 2012–2013)
- / Ike Diogu (PF/C, 2012–2013; 2015–2016)
- Donald Sloan (PG/SG, 2013; 2016–present)
- Khalif Wyatt (SG, 2013–2014)
- Josh Powell (PF/C, 2013–2014)
- Royal Ivey (SG, 2014)
- Emmanuel Mudiay (PG, 2014–2015)
- Will Bynum (PG, 2014–2016)
- Jeff Adrien (PF, 2015)
- Justin Carter (SG/SF, 2016)
- Carlos Boozer (PF, 2016–present)